# Oko Town (singolo)
Oko Town è un singolo del gruppo musicale folk e indie rock 77 Bombay Street, il terzo estratto dal secondo album studio Oko Town. È stato pubblicato il 25 aprile 2013 in formato digitale.

## Video musicale
Il videoclip del brano è stato girato a Londra, luogo in cui la band ha vissuto per alcuni mesi durante la primavera del 2013, grazie anche all'aiuto del vicino e amico Christian Peters. È stato pubblicato in contemporanea al singolo sul canale ufficiale di YouTube.

## Tracce
Download digitale
1. Oko Town – 3:00

## Formazione
- Matt Buchli - voce, chitarra acustica
- Joe Buchli - chitarra elettrica
- Simri-Ramon Buchli - basso
- Esra Buchli - batteria